# Plymouth (Washington)
Plymouth es un área no incorporada ubicada en el condado de Benton en el estado estadounidense de Washington.

## Geografía
Plymouth se encuentra ubicada en las coordenadas 45°56′4″N 119°21′1″O / 45.93444, -119.35028.